# Lena Olin

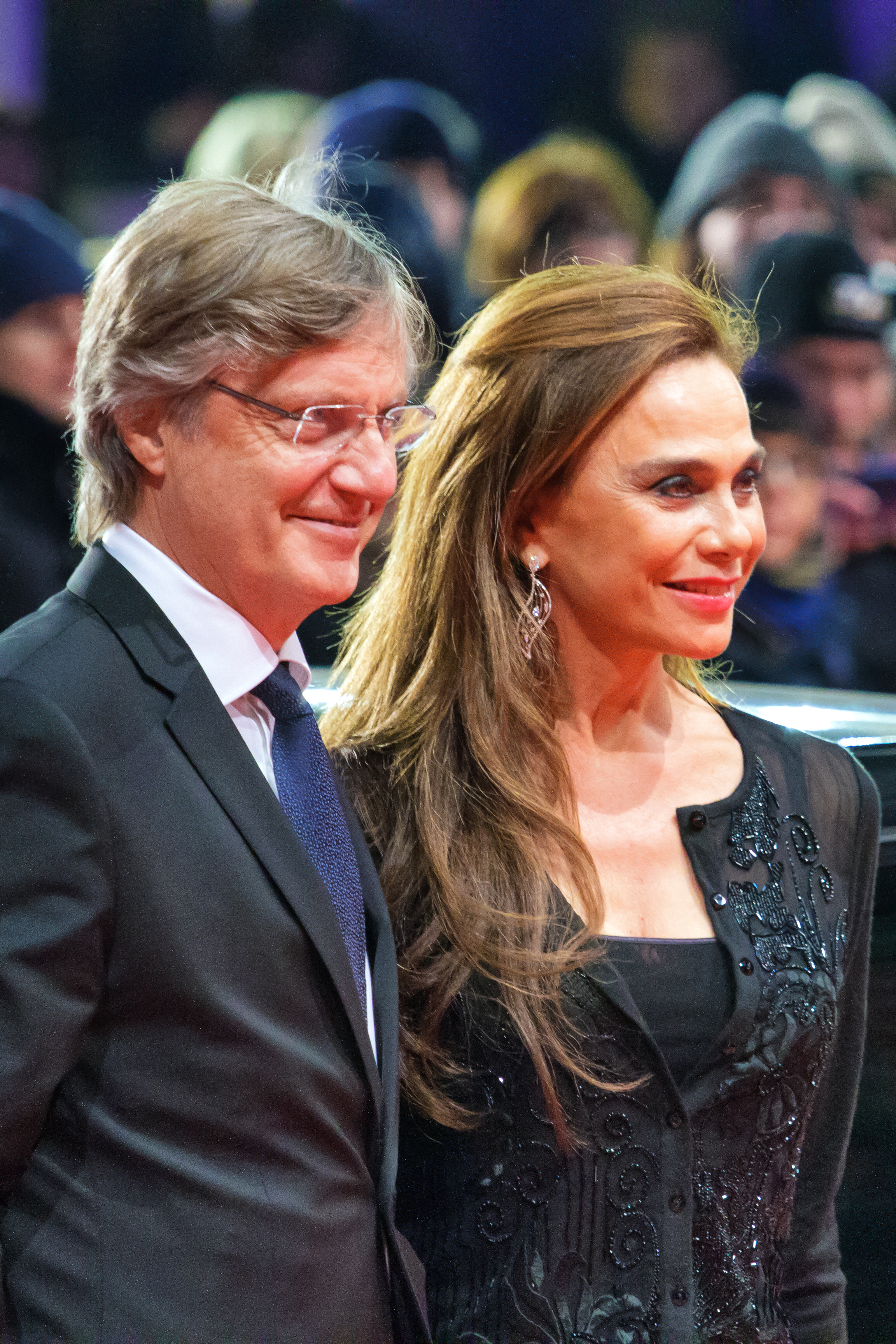
Lasse Hallström und Lena Olin 2013 auf der Berlinale

Lena Maria Jonna Olin (* 22. März 1955 in Stockholm) ist eine schwedische Schauspielerin und ehemalige Schönheitskönigin.

## Leben und Karriere
Lena Olin ist die Tochter des schwedischen Schauspielerehepaares Stig Olin und Britta Holmberg. Sie trat zunächst in klassischen Rollen am Königlichen Dramatischen Theater in Stockholm auf. Dort lernte sie den Regisseur Ingmar Bergman kennen und trat in mehreren seiner Filme auf, so etwa in Fanny und Alexander (1982).
Im Jahr 1975 wurde sie Miss Scandinavia. 1988 war sie in der amerikanischen Verfilmung Die unerträgliche Leichtigkeit des Seins von Milan Kunderas gleichnamigem Roman in der Rolle der Sabina zu sehen. Für Feinde – die Geschichte einer Liebe (1989) erhielt sie eine Oscarnominierung. Sydney Pollack besetzte sie 1990 an der Seite von Robert Redford in Havanna. Im Gegensatz zu früheren gemeinsamen Arbeiten von Redford und Pollack war dem Streifen jedoch kein kommerzieller Erfolg beschieden.
Weitere Rollen hatte sie in Romeo Is Bleeding und Mr. Jones (beide 1993) sowie Roman Polańskis Die neun Pforten. Ab 2002 trat sie in der erfolgreichen Fernsehserie Alias – Die Agentin als ehemalige sowjetische Agentin und Mutter der Hauptfigur auf. Sie war zudem in Königin der Verdammten (2002) zu sehen und hatte Rollen in Hollywood Cops (2003) und Casanova (2005). In dem Film Der Vorleser (2008) spielte sie die Mutter und in späteren Einstellungen die Tochter, die als einzige ein SS-Massaker überlebten.
Lena Olin ist seit 1994 mit dem schwedischen Regisseur Lasse Hallström verheiratet, mit dem sie Chocolat (2000), Casanova und Der Hypnotiseur (2012) drehte. Sie haben eine gemeinsame Tochter. Aus einer früheren Beziehung mit dem schwedischen Theaterschauspieler Örjan Ramberg hat sie einen Sohn.

## Filmografie (Auswahl)
- 1976: Von Angesicht zu Angesicht (Face to Face)
- 1982: Fanny und Alexander (Fanny och Alexander)
- 1983: Nach der Probe (Efter repetitionen)
- 1988: Die unerträgliche Leichtigkeit des Seins (The Unbearable Lightness of Being)
- 1989: Feinde – Die Geschichte einer Liebe (Enemies: A Love Story)
- 1990: Havanna (Havana)
- 1993: Romeo Is Bleeding
- 1993: Mr. Jones
- 1995: Die Nacht und der Augenblick (The Night and the Moment)
- 1997: Nacht über Manhattan (Night Falls on Manhattan)
- 1998: Commander Hamilton (Hamilton)
- 1998: Gestern war ich noch Jungfrau (Polish Wedding)
- 1999: Mystery Men
- 1999: Die neun Pforten (The Ninth Gate)
- 2000: Chocolat – Ein kleiner Biss genügt (Chocolat)
- 2001: Ignition – Tödliche Zündung (Ignition)
- 2002: Königin der Verdammten (Queen of the Damned)
- 2002: Darkness
- 2002–2006: Alias – Die Agentin (Alias, Fernsehserie, 27 Folgen)
- 2003: Hollywood Cops (Hollywood Homicide)
- 2003: State of Mind (The United States of Leland)
- 2005: Bang Bang Orangutang
- 2005: Casanova
- 2007: Awake
- 2008: Der Vorleser (The Reader)
- 2010: Remember Me – Lebe den Augenblick (Remember Me)
- 2012: Der Hypnotiseur (Hypnotisören)
- 2013: Nachtzug nach Lissabon (Night Train to Lisbon)
- 2013: The Devil You Know
- 2014–2015: Welcome to Sweden (Fernsehserie, 18 Folgen)
- 2017: Maya Dardel
- 2017–2020: Riviera (Fernsehserie, 21 Folgen)
- 2017: Empire of the Heart
- 2019: The Artist’s Wife
- 2020: Adam (Quad)
- 2020: Die Jönsson Bande (Se upp för Jönssonligan)
- 2020–2023: Hunters (Fernsehserie, 16 Folgen)
- 2022: Hilma
- 2023: Andra akten
- 2023: One Life
- 2024: First Class (Upgraded)
- 2024: Spaceman: Eine kurze Geschichte der böhmischen Raumfahrt (Spaceman)

## Auszeichnungen und Nominierungen
Oscar
1990 nominiert: Beste Nebendarstellerin (Feinde – Die Geschichte einer Liebe)
British Academy Film Award
2001 nominiert: Beste Nebendarstellerin (Chocolat – Ein kleiner Biss genügt)
Chicago Film Critics Association Award
1995 nominiert: Beste Nebendarstellerin (Romeo Is Bleeding)
Emmy
2003 nominiert: Herausragende Nebendarstellerin in einer Dramaserie (Alias – Die Agentin)
Europäischer Filmpreis
2001 nominiert: Publikumspreis als Beste Darstellerin (Chocolat – Ein kleiner Biss genügt)
Golden Globe Award
1989 nominiert: Beste Nebendarstellerin Die unerträgliche Leichtigkeit des Seins
Guldbagge
1980: Ingmar-Bergman-Preis
MTV Movie Award
1994 nominiert: Beste Action-Sequenz (Romeo Is Bleeding)
National Society of Film Critics Award
1989, Platz 2: Beste Nebendarstellerin (Die unerträgliche Leichtigkeit des Seins)
1990, Platz 2: Beste Nebendarstellerin (Feinde – Die Geschichte einer Liebe)
New York Film Critics Circle Award
1989: Beste Nebendarstellerin (Feinde – Die Geschichte einer Liebe)
Satellite Award
2003 nominiert: Beste Nebendarstellerin in einer Serie – Drama (Alias – Die Agentin)
2004 nominiert: Beste Nebendarstellerin in einer Serie – Drama (Alias – Die Agentin)
Screen Actors Guild Award
2001 nominiert: Bestes Schauspielensemble (Chocolat – Ein kleiner Biss genügt), zusammen mit den anderen Darstellern
Teen Choice Award
2005 nominiert: Choice TV Parental Units (Alias – Die Agentin), mit Victor Garber und Ron Rifkin